# Шавкунов, Олег Иванович
Оле́г Ива́нович Шавкуно́в (псевдоним «Шарр»; 21 августа 1963, Зуевка, Кировская область) — российский рок-музыкант, перкуссионист рок-группы «Аквариум» в 1997—2014 годах. До этого участвовал в группах «Оберманекен», «Оле Лукойе», «Вермишель Orchestra»,  «Трио Z», Z-Ensemble, Krazy Krop. В 2009 году вместе с Игорем Тимофеевым создал группу Welcome to the Club.
Борис Гребенщиков посвятил Шавкунову песню «Теорема Шара».
В конце 2014 года покинул «Аквариум» по причине разногласий по вопросу аннексии Крыма.